# Manuel Zapico
Manuel Zapico el Asturiano (La Fresnosa, Llangréu, 1926 - París, 28 d'agost de 2004) fou un guerriller antifranquista asturià.
Va néixer en una parròquia del  concejo asturià de Llangréu. La seva família, d'origen camperol, va participar en la Guerra Civil lluitant contra els franquistes a Astúries. Després de la caiguda del front nord en 1937, la seva família va ser repressaliada.
Va començar a treballar en la clandestinitat d'enllaç i suport dels guerrillers que combatien a la zona. Als 15 anys, estant treballant en una mina a Sama, es va afiliar al Partit Comunista. En 1942 va començar a treballar en el pou Sant Luis convertint-se en barrenista i va començar a ser investigat per la policia de la dictadura. Amb vint anys es va traslladar a Fabero (El Bierzo) (Lleó) i va continuar vivint en aquesta localitat minera fins a 1947, any en què es va traslladar a Galícia, tornant a Lleó dos anys més tard.
En 1951, després de l'assassinat de Manuel Girón, persona de gran rellevància en el moviment guerriller antifranquista de la zona, amb el qual Zapico tenia importants vincles, Zapico es va involucrar més en el suport del moviment clandestí prestant ajudes a diferents famílies perseguides per la repressió franquista. És en aquesta època, a terres lleoneses, quan rep el nom d'"el asturiano".
En 1952 va fugir a França davant la davallada del moviment guerriller sofert després de la desaparició de Girón. De França va ser deportat a Espanya però va poder escapar-se tornant de nou a França on va romandre per a la resta de la seva vida.